# 広瀬・寺町
広瀬町（ひろせまち）、広瀬北町（ひろせきたまち）、寺町（てらまち）は、広島市中区の地名である。

## 地理
旧太田川（本川）が寺町の北東の箇所を三角州の頂点として天満川と旧太田川（本川）に分岐し、寺町の西に広島市道横川江波線（国道183号重複）が通り、その西に広瀬北町、広瀬北町の南に広島市道中広宇品線を挟んで広瀬町。西に天満川を挟んで西区中広町、寺町の北側は天満川を挟んで横川町、寺町の南、広瀬町の東に十日市町、その東に旧太田川（本川）を挟んで広島市中心部の中区基町。広島市中央公園や広島城、その南のそごう広島店や本通商店街なども遠くない。

## 歴史

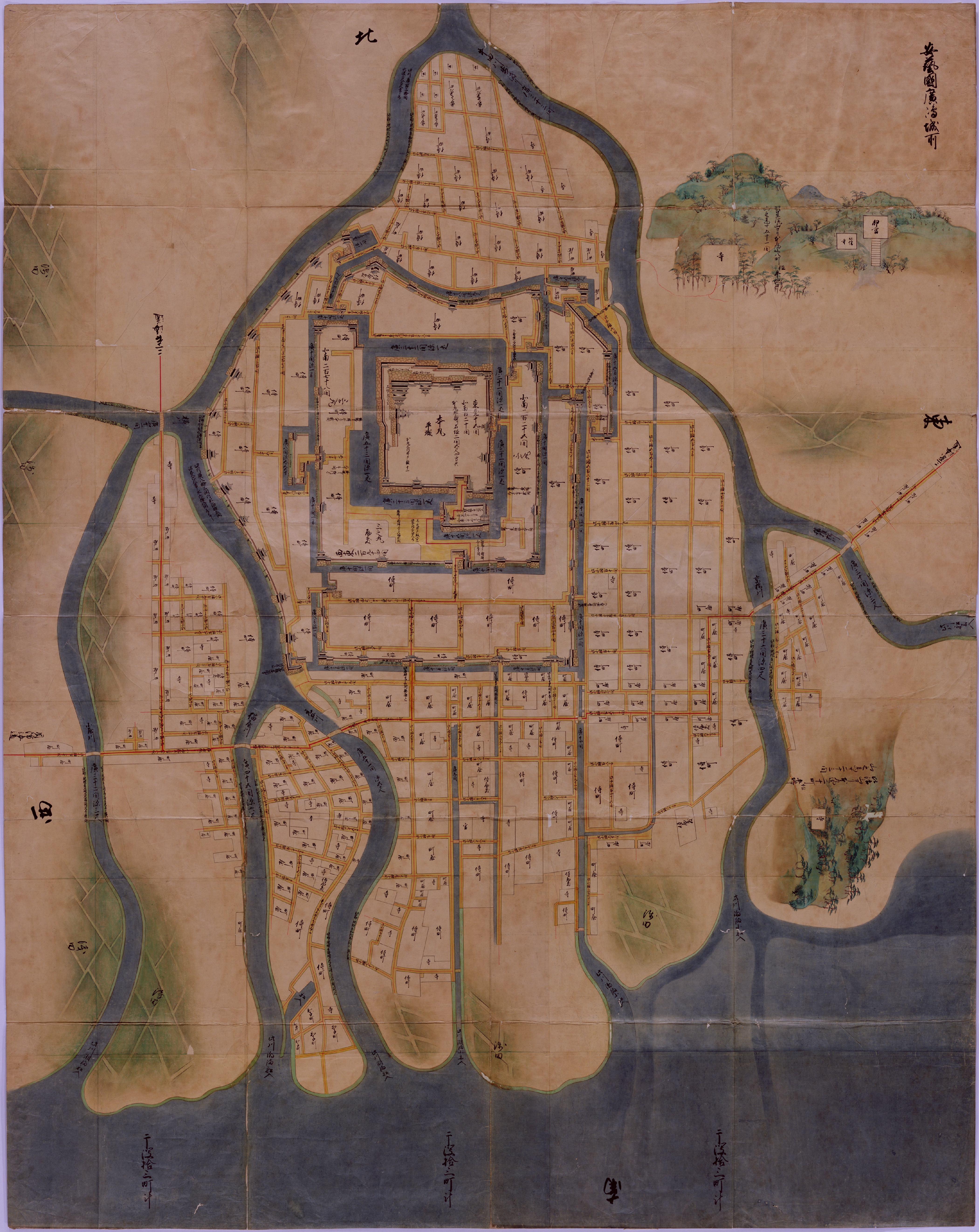
安芸国広島城所絵図。城の西側に密集していることがわかる。

### 地名の由来

#### 広瀬町・広瀬北町
広島城築城の頃、市街地はまだ多くの部分が埋め立てられておらず、この地区は広く瀬が続いていたことから広瀬と呼ばれた。その後広瀬村となり、明治以降は広島市広瀬村となった。広瀬村のうち南側に位置する地域を広瀬町、北側に位置する地域を広瀬北町とした。

#### 寺町
寺院が多く集まっていることに由来する。本願寺広島別院など浄土真宗の寺院が多くある。旧太田川を挟んだ対岸はかつての広島城内に相当し、旧太田川を天然の外堀としていた広島城の防衛の意図もあり、この地に多くの寺院が集中している。
広島城築城当時、藩内の本寺と呼ばれる藩内30数ヶ寺の寺院の一部が、藩命により寺領を没収されこの場所へ強制移転される。本寺が管理する門徒台帳による藩内の人員管理や、寺院移転に伴い新開地であった城下に門徒を移入させる城下発展の狙いがあったと言われる。中でも仏護寺（現本願寺広島別院）は藩と密接な関係があり、藩の保護を受けていたといわれる。寺町の一部の本寺は藩政にも関わっている記録が残る。

## 住居表示
- 広瀬町（ひろせまち）
- 広瀬北町（ひろせきたまち）
- 寺町（てらまち）

## 主な施設

### 学校

#### 広瀬町
- 広島市立広瀬小学校

広瀬小学校の学区は西区の広島市立中広中学校の学区に属する。また、広瀬小学校の学区は西区の中広町1～2丁目を含む。

### 宗教施設

#### 寺町
- 本願寺広島別院 - 浄土真宗本願寺派に属する別院。
- 実相寺
- 教順寺
- 浄満寺
- 光福寺
- 徳応寺
- 報専坊
- 善正寺
- 圓龍寺
- 正善坊
- 光圓寺
- 常光寺
- 真行寺
- 元成寺
- 品龍寺
- 浄専寺
- 超専寺

#### 広瀬町
- 広瀬神社 - 広島市の総鎮守。大分県竹田市の広瀬神社とは無関係。

### 公共施設

#### 広瀬北町
- 広瀬北町公園
- 広島国際交流会館
- 広島県看護教育研修センター
- 広島県公衆衛生会館

## 道路
- 国道183号
- 広島市道横川江波線
  - 横川新橋
- 広島市道中広宇品線
  - 中広大橋、空鞘橋
- 横川橋

## 交通
- 広島電鉄横川線 横川駅⇔広電本社前電停（7号線）・横川駅⇔江波電停（8号線）
  - 別院前電停
  - 寺町電停
- 広島バス22号横川線・JRバス中国横川線ほか　
  - 広瀬町バス停
  - 別院前バス停

## 河川
- 旧太田川（本川）
- 天満川